# 人间喜剧

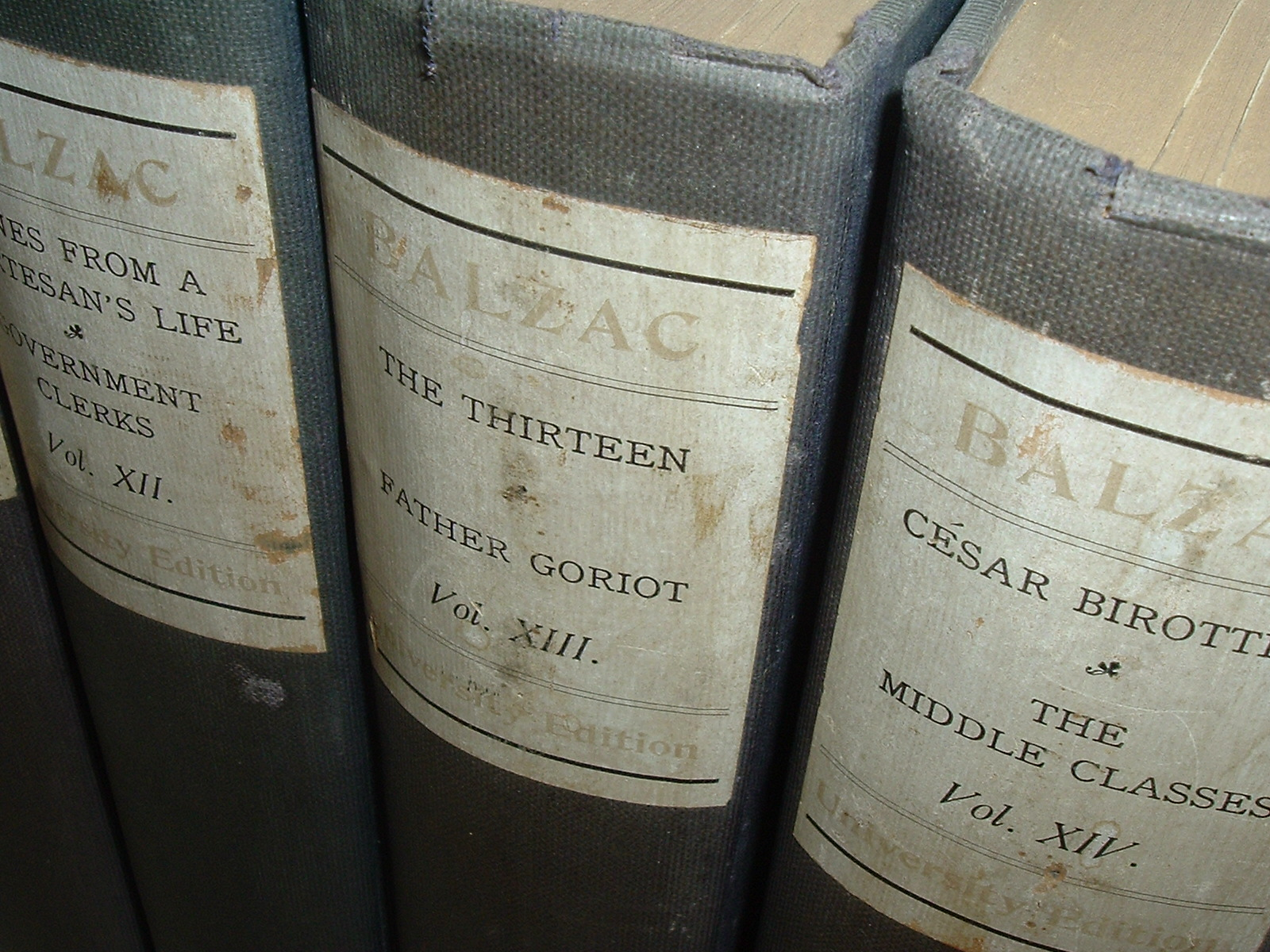
1901年出版的 The Works of Honoré de Balzac

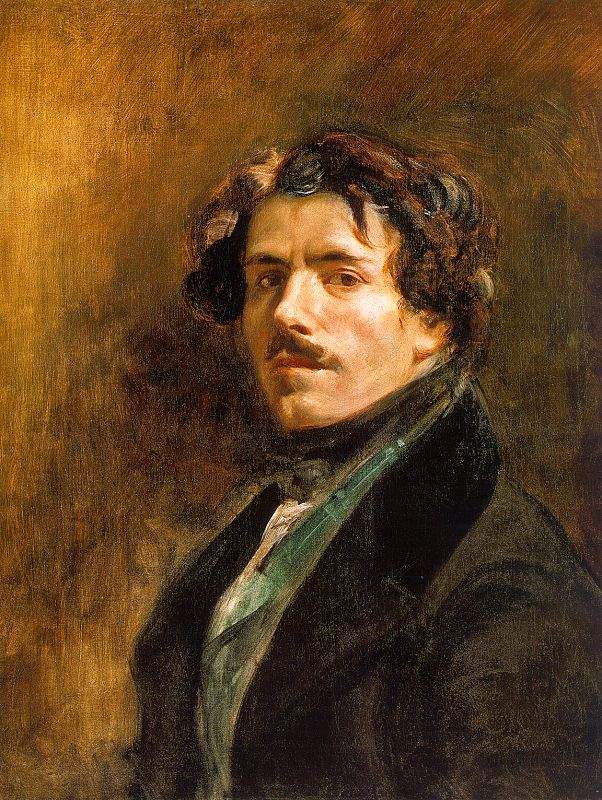
Autoportrait au gilet vert欧仁·德拉克罗瓦（1837年作品）

人間喜劇（法語：la Comédie Humaine），法國小說，作者為奥诺雷·德·巴尔扎克，一共有91部，包含了各式各樣的長、中、短篇小說和隨筆，總名為《人間喜劇》，《人間喜劇》的命名是受但丁長詩《神聖喜劇》，也就是《神曲》的啟發，代表作為《歐也妮·葛朗台》、《高老頭》、《紐沁根銀行》、《幻滅》、《煙花女榮辱記》等，堪稱是人類精神文明的奇蹟。

## 經緯
1841年巴爾扎克制定了一套宏偉的创作计划，决定写137部小说。1842年巴爾扎克寫了《人間喜劇·導言》，闡述他撰寫這部文學巨著的宗旨，1845年巴爾扎克又寫《人間喜劇總目》，根據這個《總目》，《人間喜劇》分為三大部分：《風俗研究》、《哲理研究》、《分析研究》。其中以《風俗研究》內容最為豐富，又可分成六大類：《私人生活場景》、《外省生活場景》、《巴黎生活場景》、《政治生活場景》、《軍隊生活場景》、《鄉村生活場景》。
巴尔扎克活在封建社会向资本主义社会过渡的历史转折时期，亲身经历了拿破仑帝国、波旁复辟王朝、七月王朝等重要历史阶段，見證了許多重大历史事件。當時法國社会思潮的空前活跃，促进了十九世纪法国文学的繁荣和发展，大文豪大仲馬、歐仁蘇、巴爾札克都靠著連載小說而大賺其錢。1813年巴爾扎克進入巴黎大學法學院學習，他在學期間曾到律師事務所當文書。幾年的見習生活讓他受益匪淺，非但熟悉法律上的民事訴訟程序，還從這個法律窗口窺見了巴黎社會的種種病態，他看到了繁榮景象下的罪惡，也看到了資本主義法律的虛偽，為未來的創作積累大量素材。1842年《人間喜劇》正式登場，巴爾札克指出：「法國社會將成為歷史家，我只應充當它的秘書。」
巴爾扎克平時揮霍無度，每天晚餐要吃100個牡蠣，有時一天能吃144個牡蠣。為結交貴夫人，他購置馬車，僱用車伕，租用華麗衣裝，出入於名門大戶的沙龍，甚至花700法朗买了一根镶着蓝宝石的手杖；面對龐大的花費，他只好更賣力賣文為生。巴爾札克要是缺錢便向出版商借錢，並簽下出書契約作為擔保，預支版稅，有時候巴爾札克實在交不出稿件，被出版商控訴違約，就要付罰金。這時，他只好再跟另一家出版商簽訂契約，以便支付罰金。有趣的是，面對債務，他還會躲到鄉下去繼續寫稿。他一旦投入寫作，每每夜以繼日、廢寢忘食，原本《人間喜劇》計畫寫137部，後來完成91部，這一系列的創作總共創造出二、三千個角色，幾乎含蓋了法國的資本主義社會的各個階層。莫裏亞克稱：“《人間喜劇》是神書，是巴爾扎克人物之林的條條大道。”恩格斯認為他的輝煌巨著《人間喜劇》是“現實主義的最偉大的勝利”，“給我們提供了一部法國社會，特別是巴黎上流社會的卓越的現實主義歷史。”

## 總目

### 風俗研究

#### 私人生活場景
預計寫32部小說，完成28部。
- 《妇女研究》（1830年，Étude de femme）
- 《钱袋（法语：La Bourse）》（1832年）
- 《高老頭》（1834年，Le Père Goriot）
- 《家庭的和睦》（1830年）
- 《猫打球商店》（1830年）
- 《夏倍上校》（1832年）
- 《三十歲的女人》（1831年～1834年）
- 《入世之初》（1842年）
- 《邦斯舅舅》（1847年）
- 《貝姨》（原名《白特阿姨》，1846年）
- 《被抛弃的女人》
- 《无神论者的弥撒（法语：La Messe de l'athée）》（1836年）
- 《禁治産（法语：L'Interdiction）》（1839年）
- 《結婚契約》（1835年）
- 《续妇女研究（法语：Autre étude de femme）》（1831年）
- 《兩個新嫁娘（法语：Mémoires de deux jeunes mariées）》（1842年）

#### 外省生活場景
預計寫17部小說，完成11部。
- 《歐也妮·葛朗台》（1833年）
- 《幽谷百合》（1835年）
- 《幻滅》（1837年～1843年）
- 《古物陈列室》（1838年）
- 《于絮尔·弥罗埃》（1841年）等。
- 《独身者故事》
- 《比哀兰特》
- 《巴黎人在外省》
- 《大名鼎鼎的戈迪萨尔》
- 《老處女》

#### 巴黎生活場景
預計寫20部小說，完成16部。
- 《费拉居斯》（《十三人的故事》之一，1833年）
- 《德·朗热公爵夫人（法语：La Duchesse de Langeais）》（《十三人的故事》之二）
- 《金目少女（法语：La Fille aux yeux d'or）》（《十三人的故事》之三，1834年）
- 《萨拉金（法语：Sarrasine）》
- 《紐沁根銀行（法语：La Maison Nucingen）》（1838年）
- 《塞沙·皮羅多興衰記（法语：César Birotteau）》（1837年）
- 《法基诺·加奈（法语：Facino Cane (Balzac)）》
- 《卡迪央王妃的秘密（法语：Les Secrets de la princesse de Cadignan）》
- 《娼妓的奢華與窮困》（1838年）
- 《这些姑娘是怎样的爱的》（《交际花盛衰记》之一）
- 《伏脱冷最后的化身》（《交际花盛衰记》之四）
- 《流浪的王子》
- 《実業家》（Un homme d'affaires）
- 《不自知的喜剧演员（法语：Les Comédiens sans le savoir）》
- 《小有产者》
- 《现代史内幕（法语：L'Envers de l'histoire contemporaine）》

#### 政治生活場景
預計寫8部小說，完成4部。
- 《恐怖時代的一挿話（法语：Un épisode sous la Terreur）》
- 《兹·马尔卡（法语：Z. Marcas）》（1840年）
- 《一桩无头公案》（1841年）
- 《阿爾西的議員（法语：Le Député d'Arcis）》（1847年）。

#### 軍隊生活場景
預計寫32部小說，只完成2部。
- 《舒昂黨的人們（法语：Les Chouans）》（1829年）
- 《阿爾西的議員（法语：Une passion dans le désert）》（1847年）。

#### 鄉村生活場景
預計寫5部小說，完成4部。
- 《鄉村醫生》（Le Médecin de campagne，1833年）
- 《村裡的神棍（法语：Le Curé de village）》（1839年）
- 《農民》（Les Paysans，1844年）
- 《谷間的百合（法语：Le Lys dans la vallée）》

### 哲理研究
- “哲理研究”預計寫27部小說，完成22部。
- 《驢皮記》（La Peau de chagrin，1831年）
- 《红房子旅馆（法语：L'Auberge rouge (Balzac)）》（1831年）
- 《长寿药水（法语：L'Élixir de longue vie）》（1830年）
- 《對於絕對的探索（法语：La Recherche de l'absolu）》（1834年）
- 《無人知道的傑作（法语：Le Chef-d'œuvre inconnu）》（1832年）
- 《改邪归正的梅莫特》（1835年）
- 《刽子手》
- 《徴募兵（法语：Le Réquisitionnaire）》
- 《海滨的悲剧（法语：Un drame au bord de la mer）》
- 《戈尔涅里乌斯老板》
- 《加尔文主义的殉教者》
- 《路行瑞尔的自白》
- 《两个理想》
- 《流亡者》
- 《路易·朗贝尔（法语：Louis Lambert）》
- 《塞拉菲达（法语：Séraphîta）》

### 分析研究
“分析研究”預計寫5部小說。只完成2部。
- 《婚姻生理學（法语：Physiologie du mariage）》（1828年）
- 《夫唱妇随》